# Hàm delta Dirac

Biểu diễn hàm delta Dirac bởi một đoạn thẳng có mũi tên ở đầu.

Hàm delta Dirac hoặc Dirac delta là một khái niệm toán học được đưa ra bởi nhà vật lý lý thuyết người Anh Paul Dirac.  Một cách không chính thức, nó là một hàm số khái quát biểu diễn một đỉnh vô cùng nhọn có diện tích bằng đơn vị: một hàm số δ(x) có giá trị bằng 0 ở mọi nơi ngoại trừ tại x = 0 nơi mà giá trị hàm số là vô cùng lớn sao cho tích phân toàn phần (trên toàn khoảng biến thiên) của nó bằng 1. Trong xử lý tín hiệu nó thường được gọi là "hàm xung đơn vị".

Hàm delta Dirac như là giới hạn của chuỗi các hàm Gaussian as

## Tổng quan
Đồ thị của hàm delta Dirac thường được tưởng tượng như là toàn bộ trục x và phần dương của trục y.
Mặc dù được gọi là một hàm số, hàm delta Dirac nói một cách chặt chẽ thì không phải là một hàm số theo nghĩa toán học, vì bất kì một hàm số nào đó bằng 0 ở mọi nơi ngoại trừ một điểm duy nhất phải có tích phân toàn phần bằng 0.
Hàm delta Dirac được dùng để làm mô hình cho một hàm số có đỉnh cao và nhọn (một xung), và các ý niệm trừu tượng khác như điện tích điểm, chất điểm (khối lượng điểm), hay hạt điểm electron.
Trong toán ứng dụng, hàm delta thường được xem như là một loại giới hạn của một chuỗi các hàm số có đỉnh cao và nhọn ở gốc tọa độ: thí dụ, một chuỗi các hàm phân bố Gauss có tâm tại gốc với phương sai dần tiến tới 0.
Ý tưởng sử dụng một chuỗi hàm để làm xấp xỉ một xung đơn vị xuất hiện từ đầu thế kỉ 19, được xem xét bởi Augustin Louis Cauchy và Siméon Denis Poisson trong khi nghiên cứu về sự truyền sóng. Hàm delta Dirac như chúng ta biết hiện nay được đưa ra như một "khái niệm thuận tiện" bởi Paul Dirac trong cuốn sách "Những nguyên lý của Cơ học lượng tử" năm 1927 của ông. Ông gọi nó là "hàm delta" vì ông đã dùng nó như là một khái niệm tương tự có tính chất liên tục thay cho ký hiệu delta Kronecker gián đoạn.

## Các định nghĩa
Hàm delta Dirac có thể được định nghĩa một cách không mấy chặt chẽ như là một hàm số trên trục thực, bằng không ở mọi điểm ngoại trừ gốc nơi nó là vô hạn,
{\displaystyle \delta (x)={\begin{cases}+\infty ,&x=0\\0,&x\neq 0\end{cases}}}
và bị buộc phải thỏa mãn đẳng thức
{\displaystyle \int _{-\infty }^{\infty }\delta (x)\,dx=1.}
Thực tế là hàm delta Dirac không thực sự là một hàm số, vì không một hàm số nào có những tính chất như trên. Hơn nữa có những cách mô tả về hàm delta khác với sự khái niệm hóa ở trên. Thí dụ, {\displaystyle {\frac {{\textrm {sinc}}(x/a)}{a}}} (trong đó sinc là hàm sinc) có tính chất giống với hàm delta ở giới hạn khi mà {\displaystyle a\rightarrow 0}, tuy nhiên hàm này không tiến tới không đối với những giá trị của x nằm phía ngoài gốc, thay vào đó nó dao động giữa 1/x  và −1/x  ngày càng nhanh khi a tiến tới không.
Hàm delta Dirac có thể được định nghĩa một cách chặt chẽ hoặc là như một phân bố hoặc là một độ đo.

### Như là một độ đo
Một cách để định nghĩa chặt chẽ hàm delta là định nghĩa nó như một độ đo, nhận một tập con A trên trục thực R làm argument và trả lại δ(A) = 1 nếu 0 ∈ A, và δ(A) = 0 nếu không phải vậy. Nếu hàm delta được khái niệm hóa như là mô hình của một khối lượng điểm lý tưởng tại 0, thì δ(A) biểu diễn khối lượng chứa trong tập A. Khi đó chúng ta có thể định nghĩa tích phân đối với δ như là tích phân của một hàm số đối với sự phân bố khối lượng này. Một cách hình thức, tích phân Lebesgue cung cấp những công cụ giải tích cần thiết. Tích phân Lebesgue đối với độ đo δ thỏa mãn
{\displaystyle \int _{-\infty }^{\infty }f(x)\,\delta \{dx\}=f(0)}
{\displaystyle \int _{-\infty }^{\infty }f(x)\delta (x)\,dx=f(0)}

### Như là một phân bố
Theo lý thuyết phân bố, một hàm khái quát bản thân nó được hiểu không phải là một hàm số, mà chỉ được hiểu trong mối liên hệ với việc nó tác động lên các hàm khác như thế nào khi nó được "tích hợp" trong phép lấy tích phân đối với chúng. Để định nghĩa đúng hàm delta, chỉ cần nói được tích phân của hàm delta đối với một hàm thử bằng bao nhiêu là đủ. Nếu hàm delta đã được hiểu như là một độ đo thì tích phân Labesgue của một hàm thử đối với độ đo đó cung cấp tích phân cần thiết.
Một không gian điển hình của các hàm thử chứa tất cả các hàm trơn với giá compact. Như là một phân bố, hàm delta Dirac là một phiếm hàm tuyến tính trên không gian các hàm thử và được định nghĩa bởi
{\displaystyle \delta [\varphi ]=\varphi (0)\,}
đối với mọi hàm thử φ.
Hàm delta cũng có thể được định nghĩa theo một số cách tương đương khác. Thí dụ, nó là đạo hàm phân bố của hàm bậc thang Heaviside. Điều này có nghĩa là, đối với mọi hàm thử φ, ta có
{\displaystyle \delta [\phi ]=-\int _{-\infty }^{\infty }\phi '(x)H(x)\,dx.}